# Респект (филм)
„Респект“ (на английски: Respect) е американски биографична музикална драма от 2021 г. на режисьора Лизъл Томи (в режисьорския й дебют), по сценарий на Трейси Скот Уилсън и Кали Коури, и е базиран за живота на американската певица Арета Франклин. Във филма участват Дженифър Хъдсън, Форест Уитакър, Марлон Уейънс, Аудра Макдоналд, Марк Марън, Титус Бърджис и Мери Джей Блайдж. Филмът започна производство през 2019 г. и завърши през февруари 2020 г. Филмът се посвещава на Франклин, която почина през 2018 г.
След толкова много отменения и отлагания по време на пандемията от COVID-19, премиерата на филма е в Лос Анджелис на 8 август 2021 г. и е пуснат театрално в Съединените щати на 13 август 2021 г. от United Arists Releasing, и в други територии от Universal Pictures.

## Актьорски състав
| Актьор             | Роля                                             |
| ------------------ | ------------------------------------------------ |
| Дженифър Хъдсън    | Арета Франклин                                   |
| Скай Дакота Търнър | младата Арета Франклин                           |
| Форест Уитакър     | Си Ел Франклин, баща на Арета                    |
| Марлон Уейънс      | Тед Уайт, агресивния съпруг на Арета и управител |
| Аудра Макдоналд    | Барбара Сиджърс Франклин, майка на Арета         |
| Марк Марън         | Джери Уекслър                                    |
| Албърт Джоунс      | Кен Кънингам                                     |
| Лерой Макклейн     | Сесил Франклин, по-големият брат на Арета        |
| Титус Бърджис      | Джеймс Кливланд                                  |
| Сейкън Сенгбло     | Ерма Франклин, по-голямата сестра на Арета       |
| Хейли Килгор       | Каролин Франклин, по-малката сестра на Арета     |
| Тейт Донован       | Джон Хамънд                                      |
| Мери Джей Блайдж   | Дайна Уошингтън                                  |

## Продукция
Проектът е толкова дълъг за разработката, докато Дженифър Хъдсън е наета да изиграе Арета Франклин. Франклин е участвала с развитието нагоре до смъртта й на 16 август 2018 г. Тя заяви, че ще спечели „Оскар“ за изпълнението. През януари 2019 г. е наета да режисира филма. Част от актьорския състав са добавени през 2019 г., включително Форест Уитакър, Марлон Уейънс, Аудра Макдоналд и Мери Джей Блайдж.
В сделката от юни 2019 г., MGM добави Bron Creative като ко-финансирана и производствена компания за филма. Снимачния процес започна в Атланта, Джорджия на 2 септември 2019 г., и приключва на 15 февруари 2020 г.